# Natalia (Texas)
Pour les articles homonymes, voir Natalia (homonymie).
Natalia est une ville située au sud-est du comté de Medina , au Texas, aux États-Unis,.

## Démographie
Lors du recensement de 2010, la ville comptait une population de 1 431 habitants. Elle est estimée, en 2016, à 1 520 habitants.

### Source de la traduction
- (en) Cet article est partiellement ou en totalité issu de l’article de Wikipédia en anglais intitulé « Natalia, Texas » (voir la liste des auteurs).